# Carex crinita
Espèce
Carex crinita est une espèce de plante à fleurs du genre Carex , originaire du centre et de l'est du Canada et du centre et de l'est des États-Unis. C'est l'homonyme du complexe d'espèces Carex crinita.